# Cirauqui
Cirauqui (cooficialmente en euskera: Zirauki) es una villa y un municipio español de la Comunidad Foral de Navarra, situado en la Merindad de Estella, en la comarca de Estella Oriental y a 30,2 km de la capital de la comunidad, Pamplona. Su población en 2017 era de 478 habitantes (INE).

## Geografía
Limita con Guesálaz al norte, Guirguillano y Mañeru al este, al oeste Villatuerta y Yerri, y al sur Mendigorría.

## Demografía
Cuenta con una población de 465 habitantes (INE 2024).
| Gráfica de evolución demográfica de Cirauqui/Zirauki entre 1842 y 2021 |
| |
| Población de derecho según los censos de población del INE. Población de hecho según los censos de población del INE.En estos censos se denominaba Cirauqui: 1842, 1857, 1860, 1877, 1887, 1897, 1900, 1910, 1920, 1930, 1940, 1950, 1960, 1970, 1981, 1991 y 2001. |

## Administración y política
| Mandato   | Nombre del alcalde  | Partido político                            |
| --------- | ------------------- | ------------------------------------------- |
| 2003-2007 |                     |                                             |
| 2007-2011 | Pedro Apesteguía    | CAI (Candidatura Asamblearia Independiente) |
| 2011-     | Victoriano Goldaraz | CAI (Candidatura Asamblearia Independiente) |

## Cultura

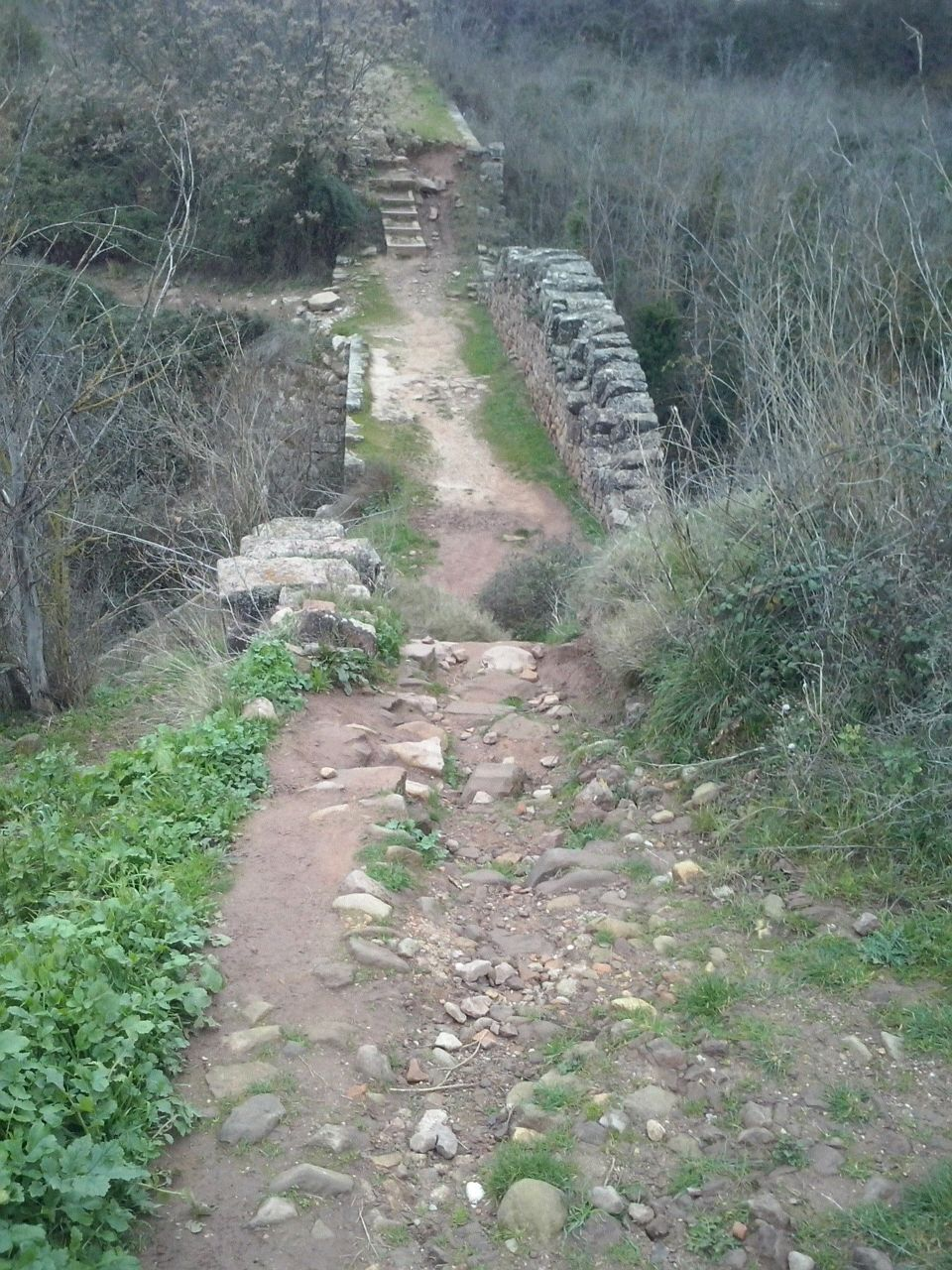
Puente por donde pasan los peregrinos del Camino de Santiago

Inicialmente adscrita a la zona no vascófona por la Ley Foral 18/1986, en junio de 2017 el Parlamento navarro aprobó el paso de Cirauqui a la Zona mixta de Navarra mediante la Ley foral 9/2017.

### Patrimonio

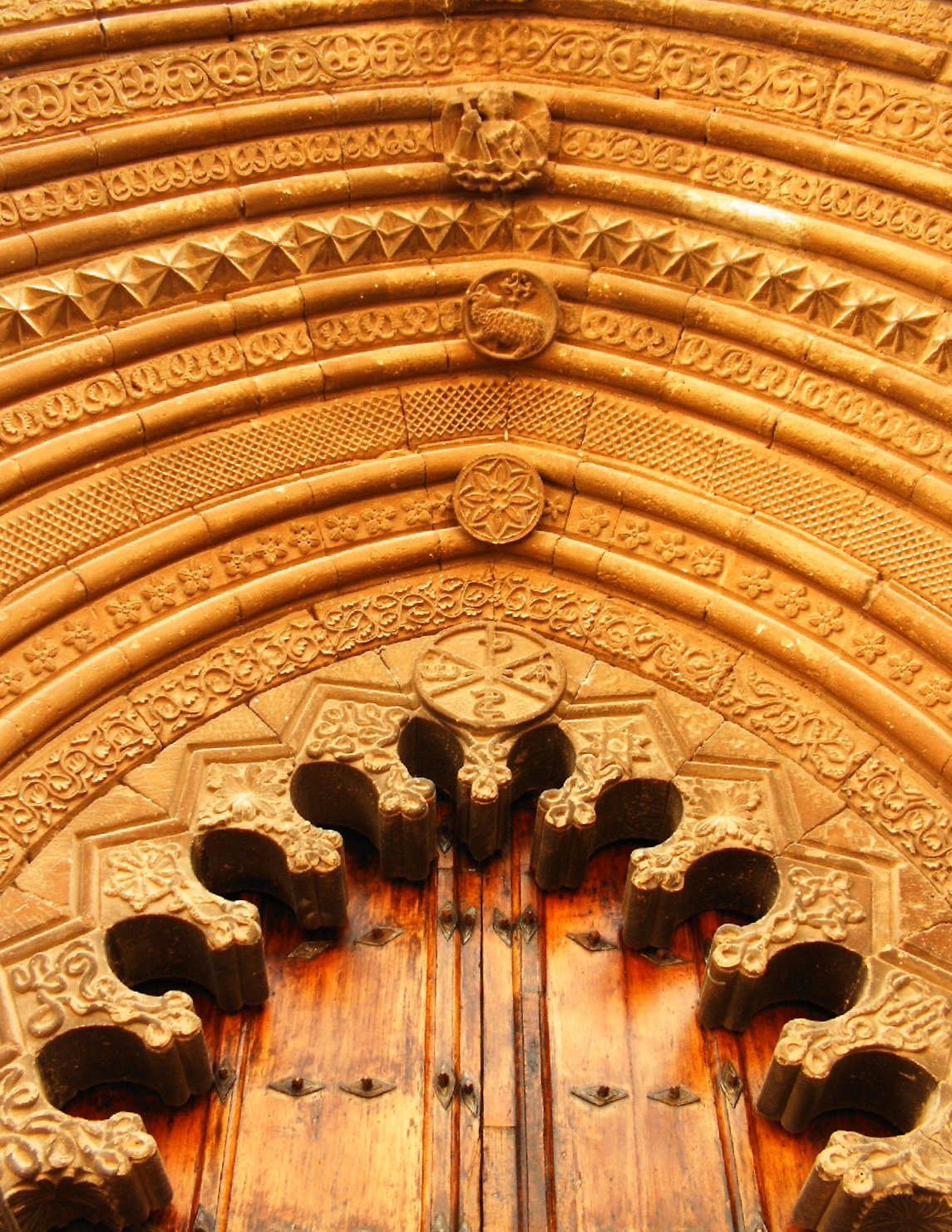
Portada románica de la parroquia de San Román

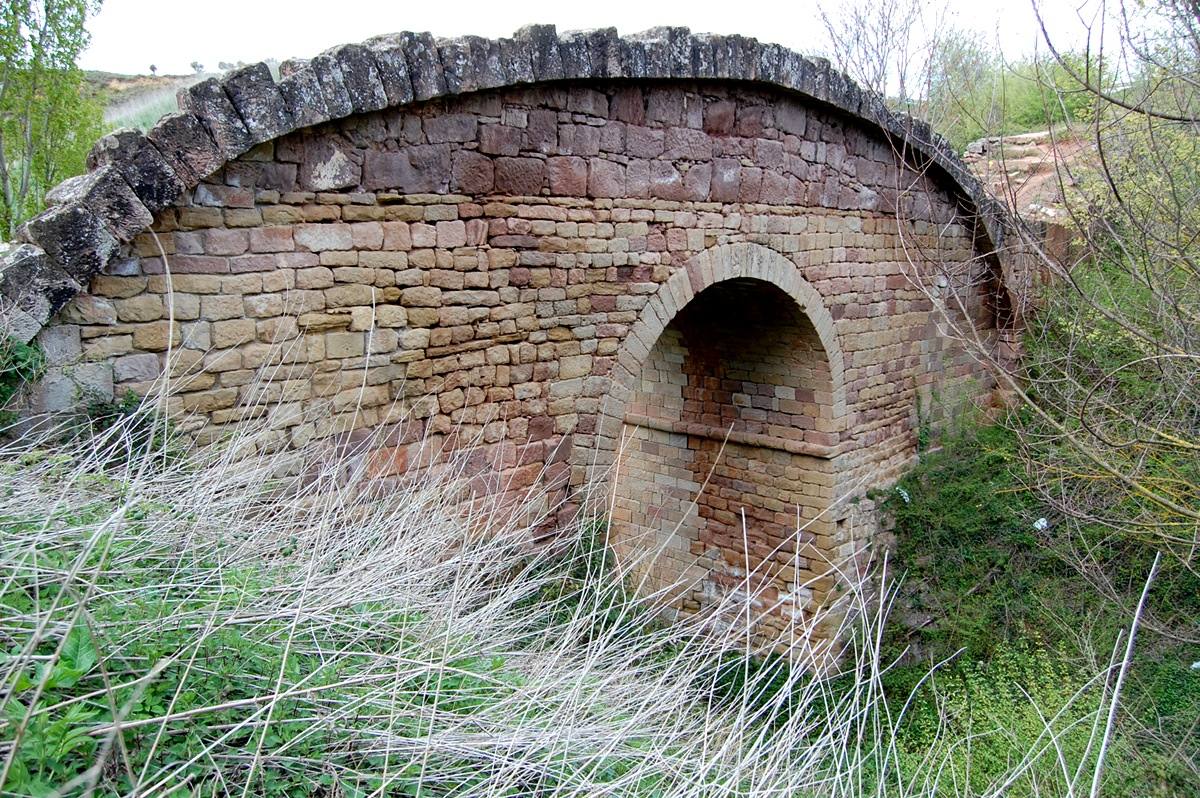
Puente medieval, hoy parte del Camino de Santiago

#### Monumentos religiosos
- Iglesia de San Román
- Iglesia de Santa Catalina
- Capilla de Cementerio
- Ermita de Aniz
- Ermita de San Cristóbal

#### Monumentos civiles
- Puente y camino empedrado medieval, incorrectamente identificado como romano.

### Fiestas
- Día de la Cruz: se celebran las festividades en torno al día de la Cruz (14 de septiembre) del 13 al 19 de septiembre.

### Deporte
Entidades deportivas
- CD Zirauki (fútbol). Juega en la categoría preferente de la Comunidad Foral de Navarra.

Deportistas destacados
- Jesús María Segura (exciclista)
- David Berasain Berruete (piloto de Car Cross)
- Alexander Vladurbekov (boxeador y futbolista)

### Agrupaciones musicales
- Txaranga Galtzarra (dirigida por Mikel Bidart)
- Txaranga Beti Berandu
- Coral Eskinza (dirigida por Daniel Amatriain)

## Personas destacadas
- Tirso Lacalle Yábar, El Cojo de Cirauqui, jefe de una partida liberal de guerrilleros en la tercera guerra carlista.
- Antonio Laita Viguera, pintor realista.